# Hohrod
Hohrod ist eine französische Gemeinde mit 358 Einwohnern (Stand 1. Januar 2022) im Département Haut-Rhin in der Region Grand Est (bis 2015 Elsass). Sie gehört zum Arrondissement Colmar-Ribeauvillé, zum Kanton Wintzenheim und ist Mitglied des Gemeindeverbandes Vallée de Munster.

## Geografie
Die Vogesen-Gemeinde Hohrod liegt an der Passstraße, die vom Fechttal über den Collet du Linge und den Col du Wettstein in das Weisstal führt.
Das Gemeindegebiet gehört zum Regionalen Naturpark „Ballons des Vosges“. Im Nordosten passiert die Hauptstraße den Hohrodberg. Das nächste Nachbardorf von Hohrod ist Weier im Südwesten.

## Geschichte
Im 13. Jahrhundert wird zum ersten Mal Hoenrod erwähnt. Der Name dürfte vom Roden des Waldes hergeleitet sein. Ein entsprechendes Dokument stammt aus dem Jahr 1847; damals war das Elsass noch überwiegend deutschsprachig.
Während des Ersten Weltkriegs war Hohrod Schauplatz von schweren Kämpfen. Auf dem Gemeindegebiet befindet sich daher auch ein deutscher Soldatenfriedhof.
| Jahr      | 1962 | 1968 | 1975 | 1982 | 1990 | 1999 | 2007 | 2017 |
| Einwohner | 282  | 284  | 305  | 318  | 293  | 320  | 343  | 365  |

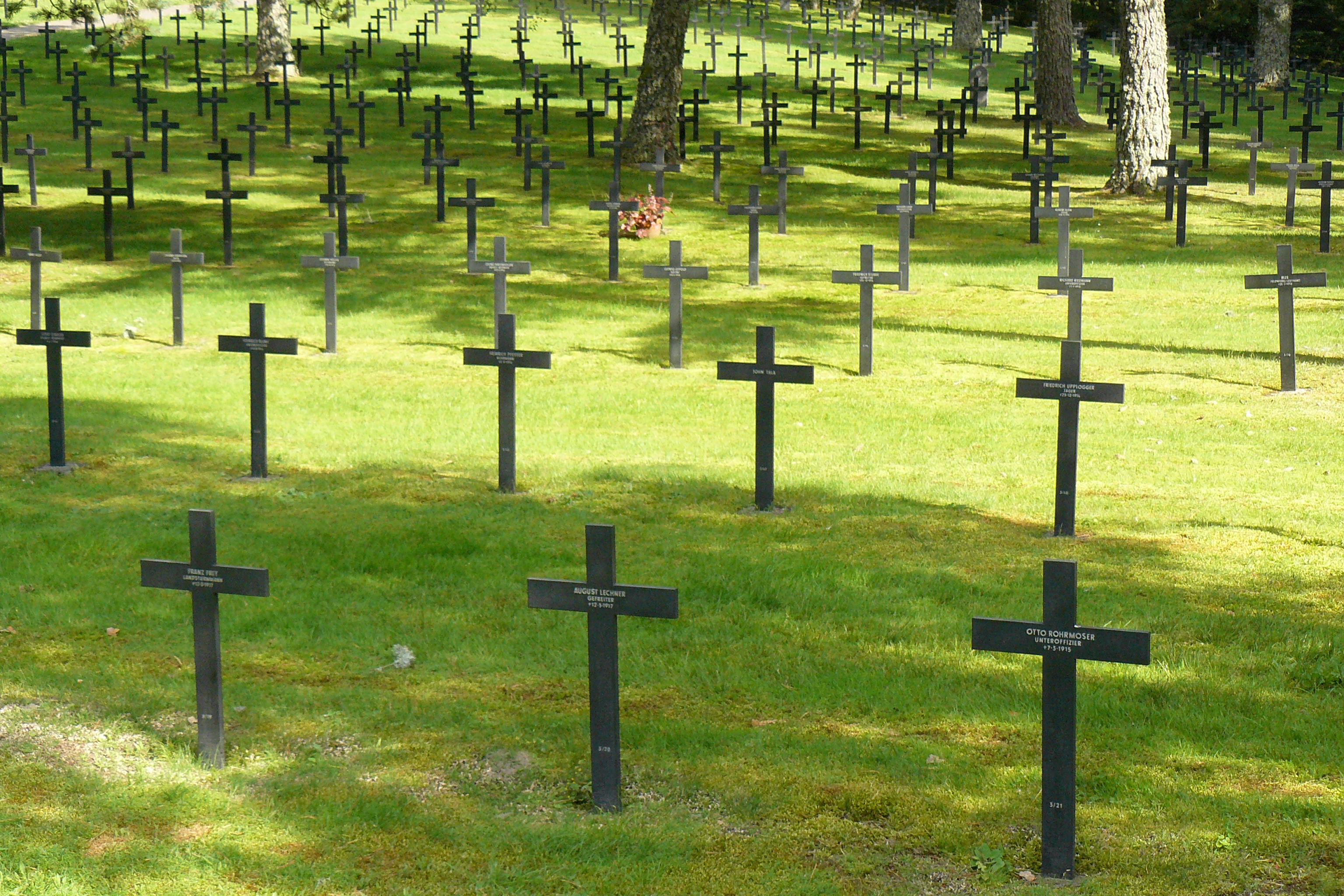
Deutscher Soldatenfriedhof
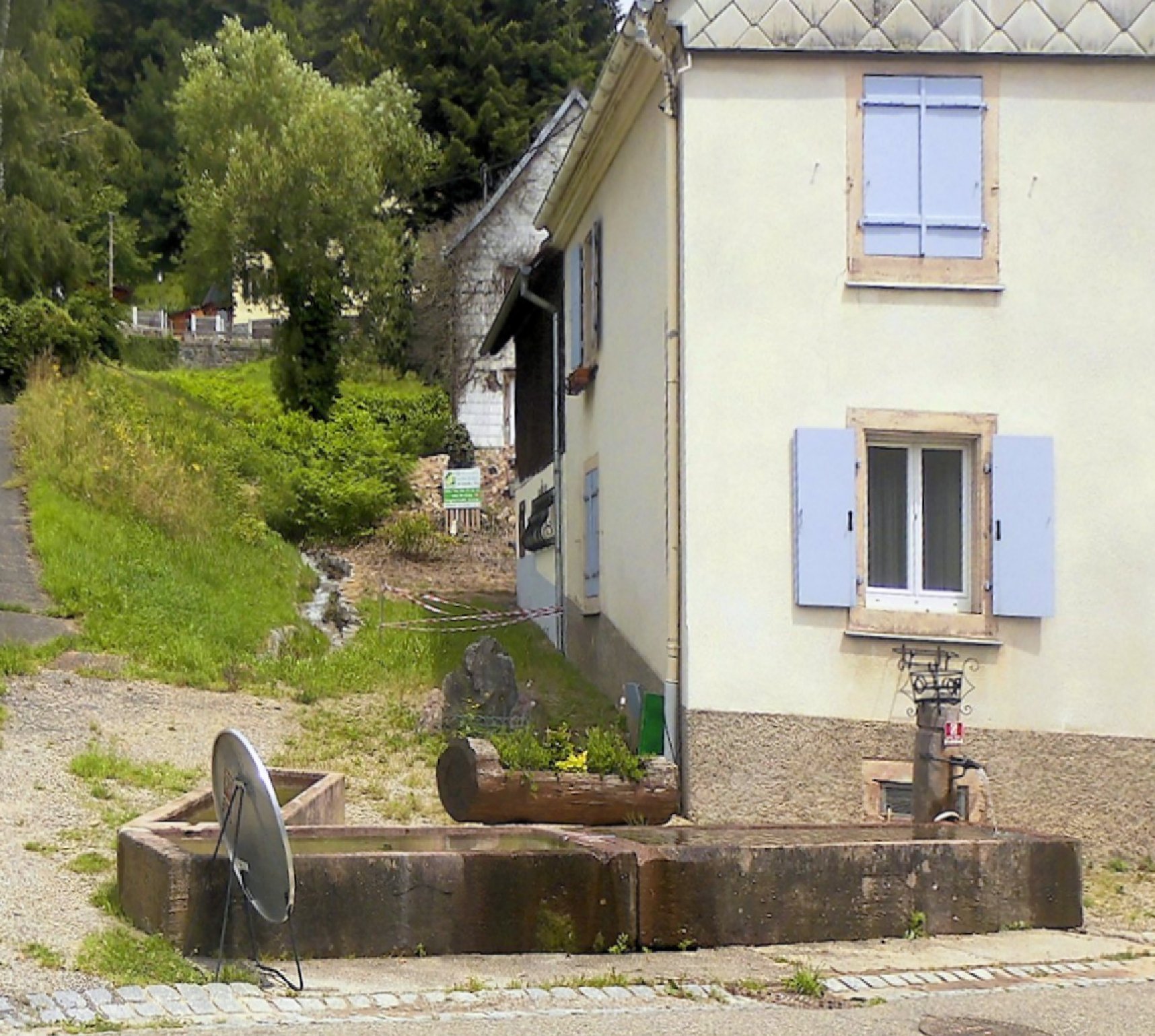
Brunnen in Hohrod

## Wirtschaft
In Hohrod spielt der Tourismus eine wichtige Rolle.